# Hot Chelle Rae
Hot Chelle Rae é uma banda de pop rock formada em Nashville, Tennessee em 2005. A banda é constituída por Ryan Keith Follese (vocalista e guitarrista), Nash Overstreet (vocal de apoio e guitarrista) e Jamie Christian Follese (bateria).
Seu álbum de estreia, Lovesick Electric, foi lançado em 27 de outubro de 2009. Eles são mais conhecidos por seu hit single de platina, "Tonight Tonight". O segundo álbum da banda conta com participação de Demi Lovato em uma das faixas.

## Integrantes[1]
- Ryan Keith Follese – guitarra, vocal (2005–presente)
- Nash Overstreet – guitarra, vocal (2005–presente)
- Ian Sebastian Keaggy – baixo, vocal (2005–2013)
- Jamie Christian Follese – bateria (2005–presente)

## Discografia[2]
Álbuns de estúdio
- Lovesick Electric (2009)
- Whatever (2011)